# Concílio de Manzicerta
O Concílio de Manzicerta (ou Manazacerta) se reuniu em 726 para reconciliar a Igreja Apostólica Armênia e Igreja Ortodoxa Síria. Foi convocado pelo católico João III (r. 717–728) e contou com a presença de muitos bispos armênios e seis bispos da igreja siríaca enviados pelo patriarca Atanásio III. Aconteceu em Manzicerta (Manazacerta). A igreja siríaca, que discordava de muitos costumes armênios distintos, não ficou totalmente satisfeita com o resultado em Manzicerta, mas aceitou a comunhão com os armênios mesmo assim. Os cânones de Manzicerta são frequentemente creditados por confirmar a Igreja armênia em sua teologia não calcedônia distinta e separá-la de outras igrejas. Após o concílio, o calcedonianismo armênio foi suprimido.
As Igrejas Armênia e Síria eram miafisitas em sua teologia e rejeitaram o Concílio da Calcedônia (451). Nos cânones do concílio, os armênios anatematizaram tanto os aftartodocetistas (que acreditavam que o corpo de Jesus era incorruptível) quanto alguns dos seguidores mais heréticos de Severo de Antioquia (que, no entanto, foi aceito) em favor da formulação moderada de Cirilo de Alexandria. O concílio retirou formalmente a Igreja Armênia da comunhão com a Igreja Ortodoxa Grega. Afirmou que Cristo era Deus verdadeiro, Filho unigênito, uma única hipóstase e uma única natureza do Verbo encarnado. Enquanto seu corpo humano era capaz de dor e sofrimento, "de sua natureza divina estava acima do sofrimento". Esta formulação era indiscutivelmente consistente com Calcedônia (se tomada à luz do Segundo Concílio de Constantinopla). Este concílio também levou à canonização e à reaceitação de Severo de Antioquia para os armênios. O concílio também abordou a ascensão dos paulicianos.